# Hydrocephalus
A Hydrocephalus a trilobiták (Trilobita) osztályának Redlichiida rendjébe, ezen belül a Paradoxididae családjába tartozó nem.

## Rendszerezés
A nembe az alábbi fajok tartoznak:
- Hydrocephalus carens - típusfaj
- Hydrocephalus mandiki
- Hydrocephalus minor